# Maksym Čech
Maksym Serhijovyč Čech (in ucraino Максим Сергійович Чех?; Krasnaia Poliana, 3 gennaio 1999) è un calciatore ucraino, centrocampista del Karpaty L'viv.

## Caratteristiche tecniche
È un mediano.

## Carriera

### Club
Ha giocato nella prima divisione ucraina.

### Nazionale
Ha giocato nelle nazionali giovanili ucraine Under-17 ed Under-19.
Con la nazionale Under-20 ucraina ha preso parte al Campionato mondiale di calcio Under-20 2019.

## Palmarès

### Nazionale
- Campionato mondiale Under-20: 1

Polonia 2019